# José Luis Acciari
José Luis Acciari   (San Miguel, 29 de novembre de 1978) és un futbolista professional argentí, que ocupa la posició de migcampista. Té la doble nacionalitat italiana.
Al seu país va destacar al Banfield i Estudiantes, fins que el 2001 va arribar a la competició espanyola al fitxar pel Reial Múrcia CF. Acciari seria titular en l'esquadra durant els primers cinc anys, inclosa una campanya a primera divisió, fins que la temporada 06/07 passa a la suplència. Després d'una cessió al Córdoba CF, el 2008 recala a l'Elx CF, on recupera la titularitat i al Girona Futbol Club.